# Franz Ignaz Albert von Werdenstein

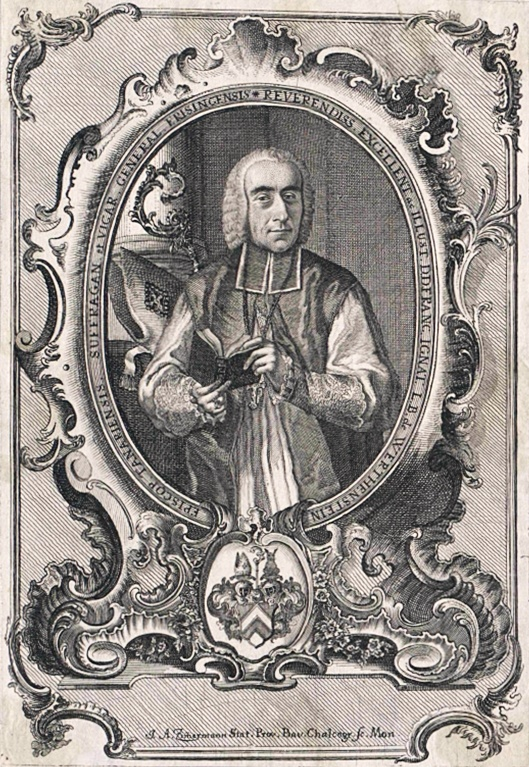
Franz Ignaz Albert von Werdenstein

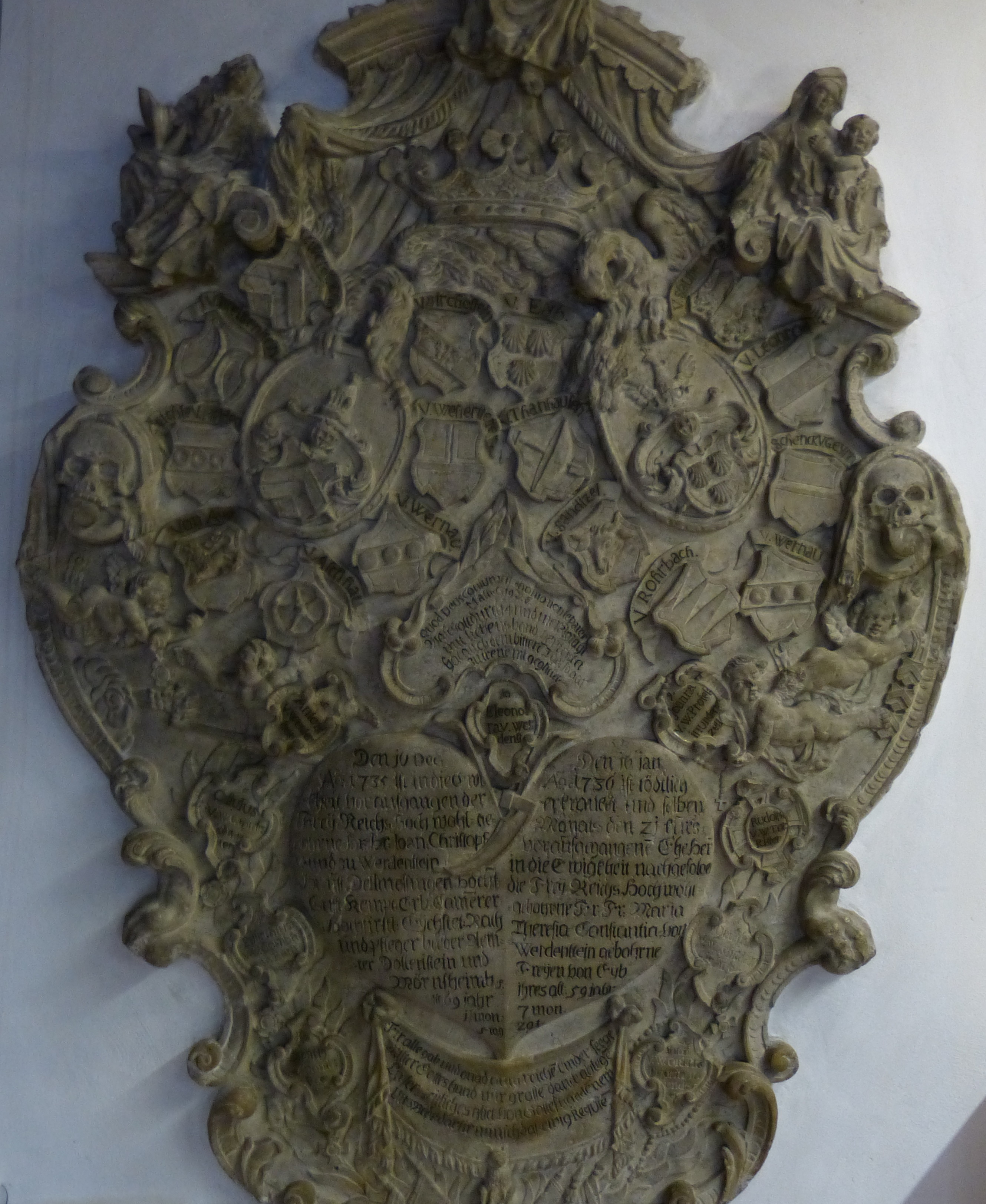
Das Grabdenkmal Eyb-Werdenstein in der Pfarrkirche St. Peter und Paul in Dollnstein

Franz Ignaz Albert von Werdenstein, auch Werthenstein (* 3. Oktober  1697 in Dellmensingen, heute ein Ortsteil von Erbach (Donau); † 20. September 1766) war ein katholischer Geistlicher, Domherr sowie Generalvikar und Weihbischof in Freising.

## Herkunft
Er entstammte der Allgäuer Adelsfamilie der Herren von Werdenstein, die zu seiner Zeit bereits in Dellmensingen residierte. Seine Eltern waren Johann Christoph von Werdenstein (1667–1735), fürstbischöflich Eichstättischer Pfleger zu Dollnstein und Mörnsheim, sowie dessen Gattin Maria Theresia Constantia geb. von Eyb (1676–1736). Das qualitative Wappenepitaph der Eltern befindet sich in der Pfarrkirche St. Peter und Paul, Dollnstein. Die Mutter war eine Nichte des Eichstätter Fürstbischofs Johann Martin von Eyb (1630–1704) und die Schwägerin des Generals Heinrich Karl von Bibra (1666–1734).

## Leben
Franz Ignaz Albert von Werdenstein besuchte sechs Jahre lang das Jesuitenkolleg Eichstätt und studierte ab 1720 am Collegium Germanicum in Rom. Noch als Diakon erhielt er am 22. Mai 1720 eine Domherrenpfründe in Freising, 1720 bis 1721 war er auch Domizellar in Bamberg, später Propst des Kollegiatstiftes St. Zeno in Isen. Am 21. Dezember 1720 wurde er zum Priester geweiht.
Am 20. September 1756 wurde Werdenstein vom Papst zum Titularbischof von Taenarum ernannt, am 21. November 1756 durch Kardinal Johann Theodor von Bayern zum Bischof konsekriert und übernahm das Amt eines Weihbischofs in Freising. Mindestens seit 1746 war er dort bereits Generalvikar. Mit Datum vom 3. Februar 1759 avancierte der Geistliche zum kurfürstlich bayerischen Geheimrat. Er amtierte auch als wirklicher geistlicher Geheimrat der Bistümer Freising, Regensburg und Augsburg. 1760 wurde Weihbischof Werdenstein Titularpropst von Sankt Peter am Madron.
Franz Ignaz Albert von Werdenstein war ein eifriger Bischof, der viele Weihehandlungen vornahm. Daneben trat er auch als geistlicher Schriftsteller hervor, u. a. publizierte er 1738 eine Biografie des im Vorjahr seliggesprochenen Johannes Angelus Porro. Seinem jüngeren Cousin, dem Fuldaer Fürstbischof Heinrich von Bibra (1711–1788), erteilte er 1760 selbst die Bischofsweihe. 1762 spendete er dem späteren Regensburger Fürstbischof Maximilian Prokop von Toerring-Jettenbach, 1763 auch dem nachmaligen Trierer Kurfürsten Clemens Wenzeslaus von Sachsen die niederen Weihen.
Nach seinem 1766 erfolgten Tod wurde Bischof von Werdenstein im Freisinger Dom bestattet.